# Gianfranco Tedeschi
Gianfranco Tedeschi (* in Rom) ist ein italienischer Kontrabassist, der auf dem Gebiet des Jazz, der Improvisationsmusik und der Neuen Musik aktiv ist.

## Leben und Wirken
Tedeschi erwarb ein Diplom im Fach Kontrabass und studierte Musikanalyse und Komposition bei Boris Porena und Orchesterarrangement bei Giancarlo Gazzani. Außerdem belegte er Kurse für Musiktherapie bei Mauro Scardovelli.
Er komponierte Musik für das Musiktheater (Giorgio Barberio Corsetti) und arbeitete auf dem Gebiet des Ballett mit Choreographen wie Adriana Borriello und Franco Senica zusammen. Mehrere Stücke für das Musiktheater entstanden in Zusammenarbeit mit den Komponisten Fabrizio De Rossi Re und Paola Cortellesi. Als Instrumentalist für Neue und Improvisationsmusik spielte er Werke von Komponisten wie John Cage, Giacinto Scelsi, Domenico Guaccero und Cornelius Cardew.
Als Jazzmusiker trat Tedeschi u. a. mit Wadada Leo Smith, Larry Ochs, Ab Baars, Ig Henneman, Giancarlo Schiaffini, Eugenio Colombo, Sebi Tramontana und Mario Schiano auf. Er ist Mitglied des Rara Quartetto, des Mondo Ra Orchestra des Trio Rasa, des Rusconi Orchestra und anderer Gruppen. 2007 nahm er das Album Il Fuoci Di Ned (mit Paolo Marchettini, Alberto Popolla, Michael Thieke, Stefano Cogolo, Renato Ciunfrini, Errico de Fabriitis, Aurelio Tontini, Andrea Blarzino, Davide Piersanti, Luca Venitucci, Claudio Maioli, Daniele del Monaco, Dario Salvagnini, Cristiano de Fabriitis, Marco Ariano und Roberto Bellatalla) auf.